# Кораксола (Моркинский район)
 Кораксола  — деревня в Моркинском районе Республики Марий Эл. Входит в состав Шиньшинского сельского поселения.

## География
Находится в юго-восточной части республики Марий Эл на расстоянии приблизительно 16 км по прямой на восток-юго-восток от районного центра посёлка Морки.

## История
Известна с 1839 года как выселок из 5 дворов и мужским населением 18 человек, мари. В 1839 году в выселке Кораксола учтено 5 дворов, 18 мужчин, мари. В деревне в 1858 году насчитывалось 20 дворов, где проживал 71 человек, в 1928 году 216 человек. В 2004 году в ней имелось 29 дворов. В советские времена работали колхозы «Отор» и им. Калинина.

## Население
Население составляло 67 человек (мари 94 %) в 2002 году, 40 в 2010.